# سیریل
سیریل (انگلیسی: Cyril Done; ۲۱ اکتبر ۱۹۲۰ – ۲۴ فوریهٔ ۱۹۹۳) بازیکن فوتبال اهل بریتانیا بود.
از باشگاه‌هایی که در آن بازی کرده‌است می‌توان به باشگاه فوتبال اسکلمرسال یونایتد، باشگاه فوتبال ترانمره راورز، باشگاه فوتبال وینسفورد یونایتد، باشگاه فوتبال لیورپول، و باشگاه فوتبال پورت ویل اشاره کرد.